# Martina Klein

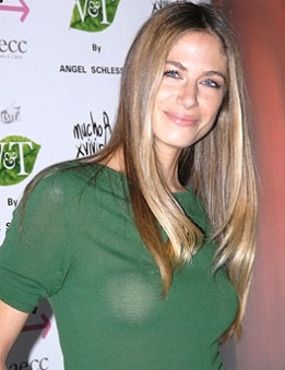
Martina Klein, 2018

Martina Klein Korin (* 7. Dezember 1976 in Buenos Aires) ist ein argentinisch-spanisches Model, Schauspielerin und Humoristin.

## Leben
Klein Korin zog im Alter von 12 Jahren nach Barcelona. Mit 15 Jahren nahm sie an ihrem ersten Casting teil.
Sie arbeitete als Model auf der Milan Fashion Week, der Paris Fashion Week, der Mercedes-Benz Fashion Week und der New York Fashion Week. Klein Korin wirkte in den Werbekampagnen von Yves Rocher, El Corte Inglés, Mango, Wella, Pronovias und Don Algodón mit. Sie ist in den Zeitschriften Cosmopolitan, Elle und Marie Claire zu sehen.
Aus der von 1999 bis 2008 bestehenden Beziehung mit dem spanischen Sänger Álex de la Nuez hat sie einen 2005 geborenen Sohn. Aktuell ist sie mit dem Tennisspieler Àlex Corretja liiert. Das Paar hat eine gemeinsame Tochter, die 2017 geboren wurde.

## Filmographie

### Kino
- 2002: Raíces de sangre
- 2011: Águila Roja: la película
- 2015: Solo química

### Videoclips
- 1998: Si tú no vuelves Miguel Bosé

### TV
- 1998–1999: Les mil i una
- 2006–2007: Las Mañanas de Cuatro
- 2007: Planeta Finito
- 2008: Celebritis
- 2010–2011: El club del chiste
- 2015: ADN MAX
- 2021: Supernormal